# HMS Phoenix (N96)
HMS Phoenix là một tàu ngầm lớp Parthian được Hải quân Hoàng gia Anh chế tạo và hạ thủy vào cuối năm 1929. Nó là chiếc tàu ngầm thứ mười tám của Anh có tên "Phoenix", ám chỉ loài phượng hoàng trong thần thoại phương Tây. Con tàu hoạt động tại khu vực China Station từ khi nhập biên chế cho đến giai đoạn Chiến tranh thế giới thứ hai bùng nổ. Vào ngày 16 tháng 7 năm 1940, Phoenix bị tàu phóng lôi Albatros của Ý đánh chìm tại Địa Trung Hải. 

## Thiết kế
Parthian là một thiết kế cải tiến dựa trên lớp tàu ngầm Odin của Hải quân Hoàng gia. Các tàu lớp Parthian có kích thước lớn hơn lớp Odin, mũi nghiêng và được trang bị thêm một lớp giáp để bảo vệ pháo chính khi chiến đấu. Nhược điểm của lớp tàu này là các thùng nhiên liệu phía bên ngoài tuy được gia cố bằng đinh tán nhưng vẫn dễ bị rò rỉ và để lại vết dầu trên bề mặt nước. Về thông số kỹ thuật, Phoenix được trang bị động cơ diesel bốn kỳ và tám xi-lanh với cơ chế "phun nhiên liệu áp suất cao", tạo ra một công suất tổng cộng 4.640 mã lực (3.460 kW); khi đi ngầm dưới nước, tàu sử dụng động cơ điện cung cấp 1.635 mã lực (1.219 kW). Phoenix có chiều dài chung 289 foot (88,1 m), mạn thuyền rộng 30 foot (9,1 m) và trọng lượng choán nước 2.040 tấn Anh (2.070 t) khi lặn.
Tương tự các tàu cùng lớp, Phoenix được trang bị tám ống phóng ngư lôi 21 inch (sáu ở phần mũi và hai ống ở phần đuôi tàu); một pháo Mk XII 4 inch (102 mm) trên boong và hai khẩu súng máy. Đây là lớp tàu đầu tiên được trang bị ngư lôi Mark VIII. Thủy thủ đoàn của Phoenix gồm 56 người, nhiều hơn so với tiêu chuẩn của các tàu lớp Parthian (53 thành viên).

## Lịch sử hoạt động

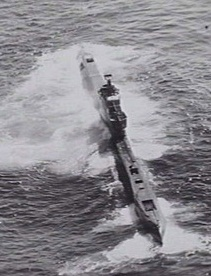
HMS Phoenix trên đường di chuyển từ China Station đến Địa Trung Hải

Phoenix được đặt lườn tại xưởng đóng tàu Cammell Laird vào năm 1928. Đây là chiếc tàu chiến thứ mười tám của Hải quân Hoàng gia được đặt tên theo loài phượng hoàng trong tiếng Anh. Khẩu hiệu bằng tiếng Latinh của tàu là Resurgam (n.đ. 'Ta sẽ sống lại từ tro tàn'). Vào giai đoạn đầu nhập biên chế, Phoenix được điều động phục vụ ở khu vực China Station với tư cách là chiến hạm nhỏ của Đội tàu ngầm 4. Tại đây, các tàu có nhiệm vụ bảo vệ tuyến đường vận chuyển thương mại và là biểu tượng người Anh phô trương sức mạnh hải quân trên biển. Phoenix cùng HMS Pandora, HMS Osiris, HMS Oswald và HMS Medway được điều đến Địa Trung Hải vào cuối tháng 9 năm 1935. Trong thời gian này, họ tham gia vào các cuộc diễn tập quân sự, bao gồm việc rèn luyện kỹ thuật "lặn sâu khẩn cấp". Sau tám tháng diễn tập, các tàu được lệnh trở lại căn cứ tại Hồng Kông. Đến tháng 4 năm 1940, các tàu tiếp tục nhận chỉ thị đến biển Địa Trung Hải để tham gia vào các hoạt động hải quân. Cũng trong thời gian đó, Đội tàu ngầm đầu tiên của Hải quân Hoàng gia được thành lập.

### Trong chiến tranh thế giới thứ hai
Từ ngày 14 tháng 6 đến tháng 7 năm 1940, Phoenix đóng quân tại khu vực biển thành phố Alexandria, tham gia các nhiệm vụ tuần tra ở Biển Aegea và quanh nhóm đảo Dodekanisa.  Đến tháng 7 cùng năm, con tàu được bố trí tham gia hộ tống một đoàn tàu chở hàng tiếp tế của Anh đi từ Malta đến Alexandria dưới quyền chỉ huy của Thiếu tá hải quân Gilbert Hugh Nowell cùng với HMS Rorqual (N74). Phoenix từng gửi đi tín hiệu báo cáo sau khi phát hiện ra một đội tàu chiến Ý vào ngày 8 tháng 7. Chỉ vài ngày sau, con tàu giao chiến với Albatros của Ý tại vùng biển Augusta. Sau những đòn tấn công bằng ngư lôi thất bại, Phoenix bị đánh đắm bằng bom chìm. Hậu quả là, tất cả sĩ quan và thủy thủ trên tàu đều mất tích.